# Hein Kohn

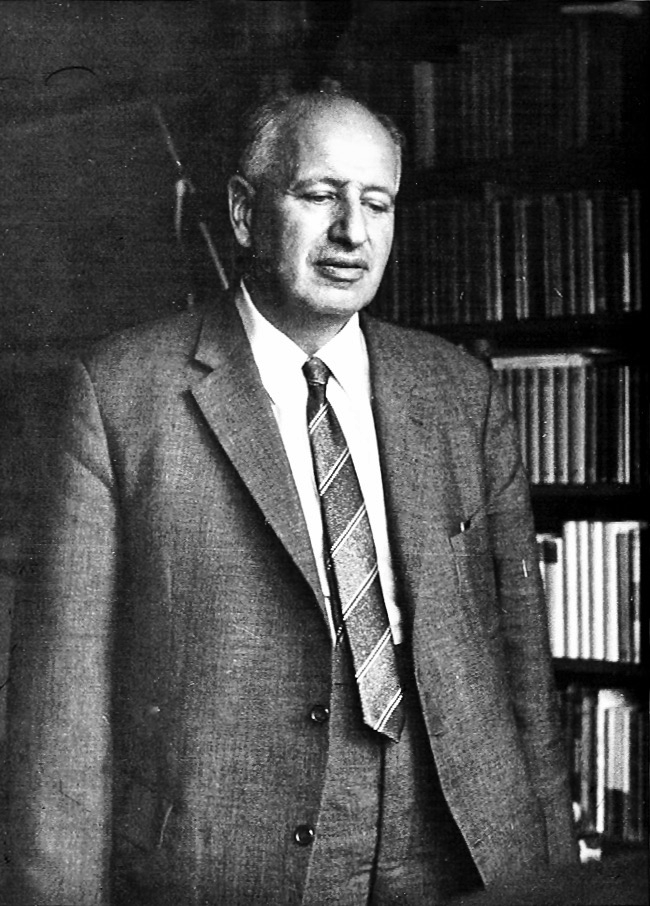
Der Verleger Hein Kohn, 1950er Jahre

Hein Kohn (* 25. März 1907 in Augsburg; † 1. Oktober 1979 in Hilversum, Niederlande), geboren als Heinz Kohn, war ein deutsch-niederländischer Verleger und Literaturagent.

## Familie
Heinz Kohn war ein Sohn des (jüdischen) Augsburger Tuchfabrikanten Eugen Kohn (1854–1909) und dessen Ehefrau Hermine (* 29. Juni 1868 in Jülich; † 31. Oktober 1940 in Hilversum), geborene Hirsch. Sein älterer Bruder war der Historiker Ernst Kohn-Bramstedt.
Heinz Kohn heiratete 1930 Rosel (* 15. Dezember 1904 in Augsburg; † 5. Oktober 1969 in Hilversum), geborene Sirch. Aus dieser Ehe gingen zwei Söhne hervor, Werner Rudolf (* 5. September 1935 in Hilversum; † 24. März 2017 in Bergisch Gladbach) und Menno (* 1945).

## Schule und Ausbildung
Heinz Kohn besuchte vom 24. April 1920 bis zum 21. März 1923 das reformpädagogische Landerziehungsheim Freie Schulgemeinde in Wickersdorf bei Saalfeld im Thüringer Wald, wo er der Kameradschaft von Carl Maria Weber angehörte. Sein ein Jahr älterer Cousin Walter (* 1906) begleitete ihn 1920 dorthin, wurde in diesem Internat jedoch nur kurzzeitig vom 20. Februar bis zum 31. August desselben Jahres unterrichtet. Ab 1924 machte Heinz Kohn eine zweijährige Ausbildung in der Lampart’schen Verlags- und Sortimentsbuchhandlung in Augsburg. Nach dem Abschluss seiner Lehre besuchte er die Buchhändlerschule in Leipzig. Während dieser Zeit wurde er politisch aktiv und sympathisierte mit der Sozialdemokratie. Er trat in die Sozialistische Arbeiter-Jugend (SAJ) und das überparteiliche Bündnis Reichsbanner Schwarz-Rot-Gold ein.

## Wirken
Nach seinem Examen war er für den Verlag Volksstimme der SPD tätig, danach als Buchverkäufer für das Verlagshaus der Norddeutschen Volksstimme in Bremerhaven, später als Herausgeber bei der Büchergilde Gutenberg in Berlin. Ab 1930 war er auch Filmkritiker für die sozialistische Tageszeitung Hamburger Echo. Zusammen mit seinem Freund Friedrich Oetinger übernahm er die Leitung der Heinrich Heine-Buchhandlung in Hamburg, die beide sehr erfolgreich führten. Sie gaben Schriften heraus, die sich gegen den Nationalsozialismus richteten, 1931/32 auf der Basis ihnen zugespielter Briefe das Enthüllungsbuch Liebesbriefe des Hauptmann Röhm.
Nach der Machtabtretung an die Nationalsozialisten flüchtete Heinz Kohn am 5. Mai 1933, fünf Tage vor den reichsweiten Bücherverbrennungen, in die Niederlande. Dabei erhielt er, der keinen Reisepass besaß, Hilfe durch seinen Augsburger Schulfreund Paul Baumgärtner, der bei der Nederlandsche Seintoestellen Fabriek (NSF) als Ingenieur beschäftigt war. Vorausgegangen waren das Ermächtigungsgesetz, die Verbote oppositioneller Parteien, vieler Presseorgane, der Gewerkschaften, das Auftritts- und Arbeitsverbot für jüdische Schauspieler, Sänger und Schriftsteller, der Boykott jüdischer Geschäfte, die Eröffnung des ersten Arbeitslagers für Oppositionelle in Dachau und der Ausschluss u. a. jüdischer Beamter aus dem Staatsdienst. 
In den Niederlanden kam Heinz Kohn zusammen mit seiner Ehefrau Rosel zunächst bei seinem Schulfreund Paul Baumgärtner in Hilversum unter, bevor er eine eigene Wohnung beziehen konnte. Dort passte er seinen Vornamen an den niederländischen Sprachgebrauch an und verkürzte ihn auf „Hein“.
Beim niederländischen Rundfunksender VARA (= Vereinigung der Arbeiter-Radioamateure), in den ihn Paul Baumgärtner in dessen Funktion als Mitglied der technischen Kommission eingeführt hatte, traf er den deutschen Sänger Ernst Busch und entschloss sich, das von diesem gesungene Solidaritätslied (Text: Bertolt Brecht, Musik: Hanns Eisler) zusammen mit weiteren Liedern Buschs zu veröffentlichen. Das durch Kohn gedruckte Gedicht wurde als Handout an Besucher musikalischer Auftritte Ernst Buschs überreicht.

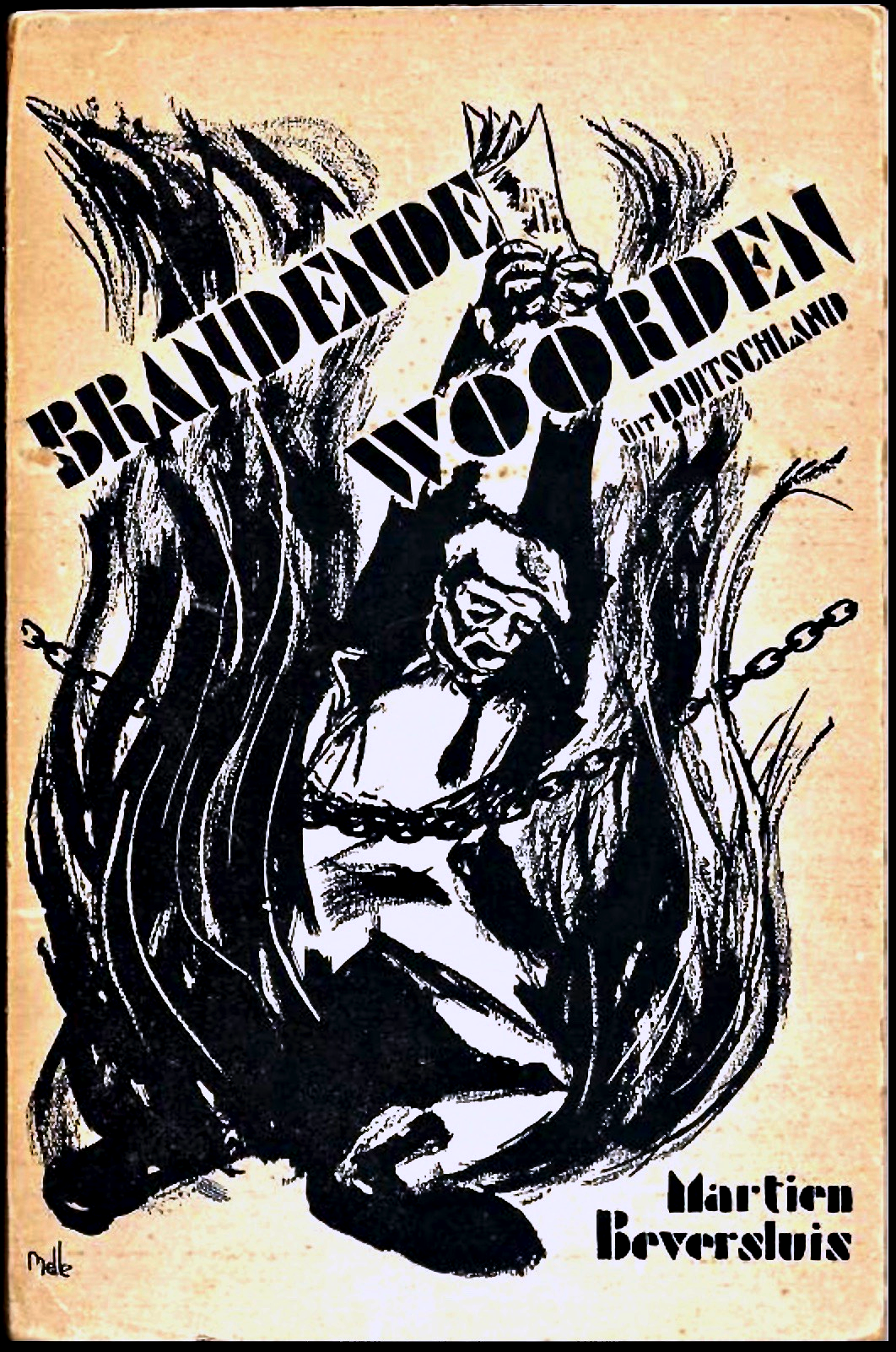
Martien Beversluis: Brandende Woorden uit Duitschland (Illustration: Melle), Boekenvrienden Solidariteit, Hilversum 1934

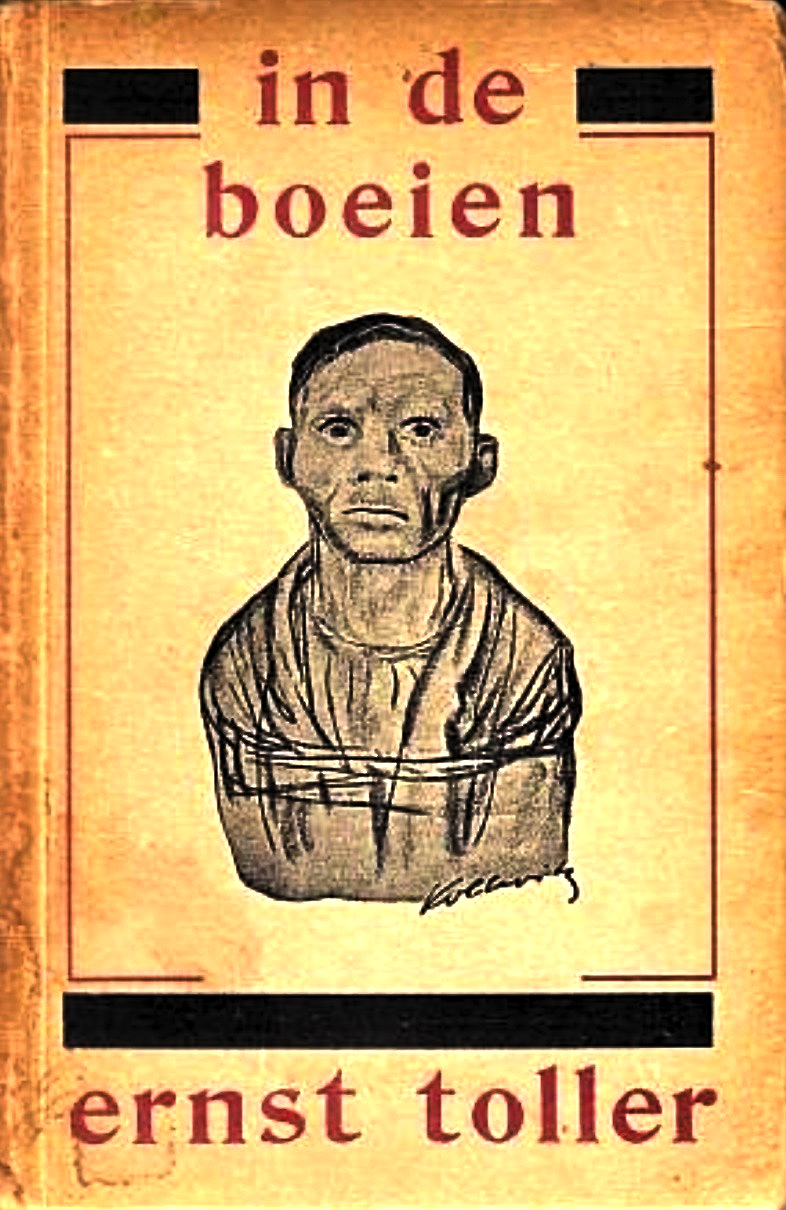
Ernst Toller: In de boeien (= In Fesseln), Zeichnung von Käthe Kollwitz, erschienen im Exilverlag Boekenvrienden Solidariteit, Hilversum 1935

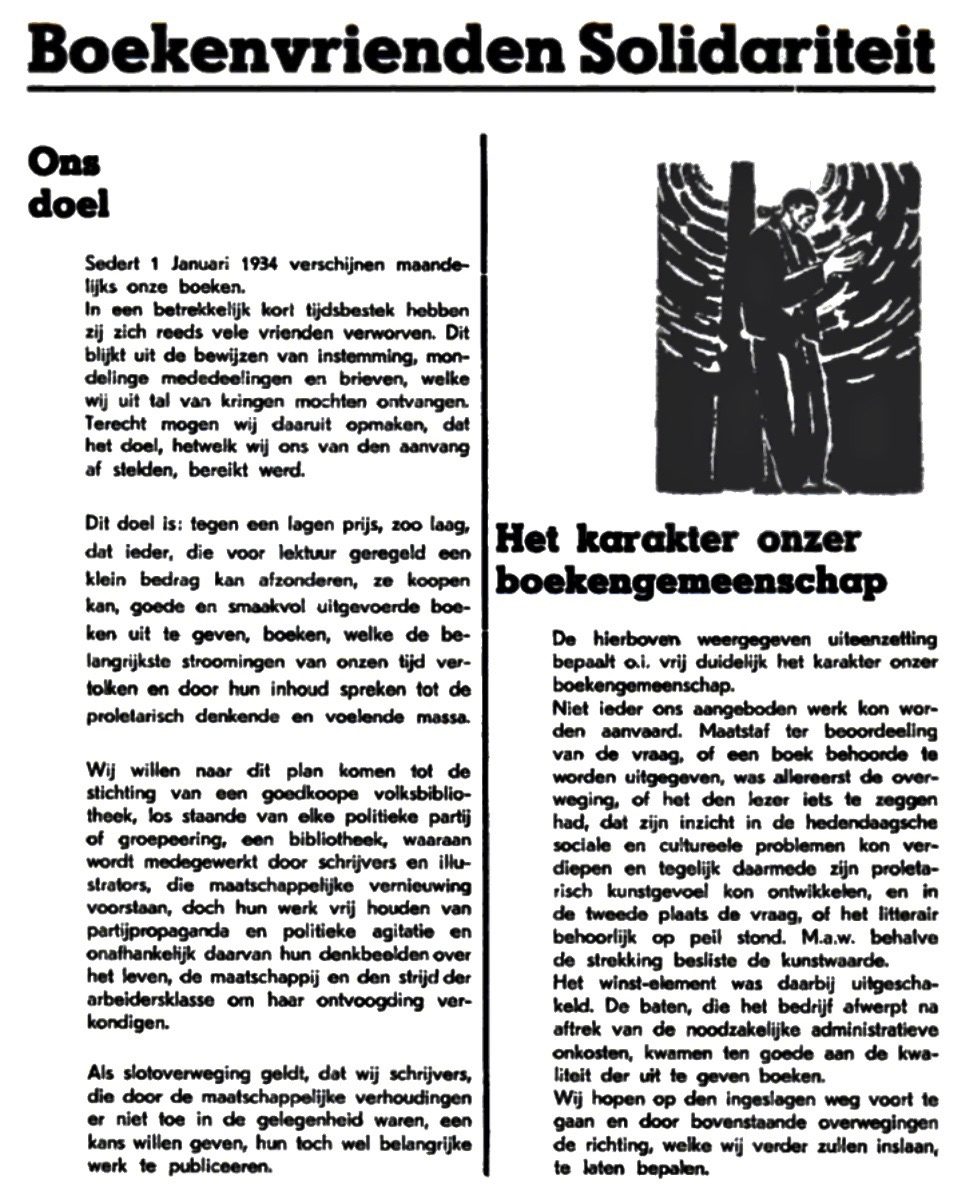
Flugblatt für Leser des Exilverlags Boekenvrienden Solidariteit, um 1935

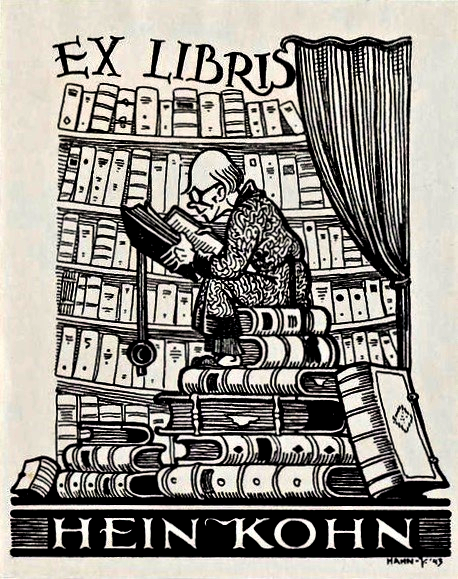
Exlibris Hein Kohn, Hilversum

Nach dem Vorbild der Büchergilde Gutenberg gründete er im Januar 1934 zusammen mit dem niederländischen Dichter Martinus „Martien“ Beversluis (1894–1966), den er bei Zusammenkünften des Autorenkollektivs der Zeitschrift Links Richten kennengelernt hatte, den Exilverlag Boekenvrienden Solidariteit (= Bücherfreunde Solidarität), der bis 1936 unter dieser Bezeichnung Bücher verlegte. Der Name des Verlags wurde von Brechts Solidaritätslied abgeleitet. Boekenvrienden Solidariteit unterschied sich von den Amsterdamer Exilverlagen Querido und Allert de Lange, die primär auf Bücher für den deutschsprachigen Markt setzten, durch eine strikt antifaschistische und pazifistische Ausrichtung und das Ziel, sehr preiswerte Bücher internationaler Autoren in niederländischer Übersetzung für Angehörige der so bezeichneten Arbeiterklasse aufzulegen, außerdem durch seine rasche Integration in das niederländische Verlagswesen. Dadurch entsprach Kohns Anliegen denen der niederländischen Verlage De Arbeiderspers und Wereldbibliotheek, mit denen er in der Folge in Kontakt stand.
Für seine Veröffentlichungen nahm Kohn sich Reclams Universal-Bibliothek und den Bernhard Tauchnitz Verlag als Vorbilder. Beversluis übersetzte die deutschsprachigen Autorentexte für den Verlag häufig ins Niederländische. Schon das erste von Kohn verlegte Buch Brandende Woorden (= Verbrannte Worte) wurde zu einem Bestseller. Darin wurden antinazistische Gedichte von in Deutschland verbotenen Schriftstellern, Erich Arendt, Oskar Maria Graf, Erich Kästner, Johannes R. Becher, Emil Ginkel (1893–1959), Alfred Kerr, Käthe Kollwitz, Walter Mehring, Max Ophüls, Ernst Toller, Kurt Tucholsky, Erich Weinert und Erhard Winzer, abgedruckt.
Kohns Verlag Boekenvrienden Solidariteit war darauf ausgelegt, pro Jahr zwölf Publikationen zu veröffentlichen, die von potenziellen Kunden entweder im Abonnement für 50 niederländische Cent bezogen werden konnten oder im Einzelverkauf für 75 Cent zu erwerben waren. Um Leser wurde durch Literaturagenten geworben, die insbesondere Sozialdemokraten bzw. Gewerkschaftsmitglieder gehobener Bildung im Fokus hatten. In der Anfangszeit verlegte Kohn Broschüren mit einem Umfang von rund 50 Seiten. Ende 1935 zählte Boekenvrienden Solidariteit rund 600 Abonnenten und weitere 380 einzeln verkaufte Publikationen pro Monat. Zwei Probleme machten dem Verlag zu schaffen: Etwa ein Drittel seiner Abonnenten zahlten nicht bzw. nicht fristgerecht. Die Zahl seiner Abonnenten stagnierte, denn Kohn setzte seinen literarischen Anspruch im Hinblick auf die von ihm angepeilte Zielgruppe der Arbeiter etwas zu hoch an.
Kohn legte stets großen Wert darauf, dass seine Publikationen mit einem gepflegten Erscheinungsbild in die Hand seiner Leser gerieten, was sich sowohl in der Ausstattung als auch durch eigens verpflichtete namhafte Illustratoren für die Titelseite zeigte, beispielsweise Adolf Blitz, George Grosz, Albert Hahn jun. (1894–1953), Käthe Kollwitz, Hildo Krop (1884–1970), Meijer Bleekrode, Frans Masereel, Wybo Meijer, Melle Oldeboerrigter (1908–1976, unter seinem Vornamen bekannt) und Willem van Schaik.
Nach der Auflösung des Verlags Boekenvrienden Solidariteit, verursacht durch pekuniäre Probleme mit dem Geschäftspartner Jan Hilvers (1886–1956), gründete Kohn 1936 den Verlag Het Nederlandsche Boekengilde (= Die niederländische Büchergilde). Dieses Unternehmen zählte in der Folge neben dem aufgrund seiner geschäftlichen Interessen im Deutschen Reich unpolitisch agierenden Allert de Lange Verlag und dem in dieser Hinsicht mutigeren Querido Verlag zu den drei bedeutendsten Exilverlagen, die während der NS-Zeit in den Niederlanden publizierten.
Rund 75 Bücher gaben Kohns Verlage in niederländischer Sprache heraus, bevorzugt solche von Autoren, deren Werke von den Nationalsozialisten im Deutschen Reich verbrannt bzw. verboten worden waren. Dazu zählten beispielsweise Werke von Erich Arendt, Alain-Fournier, Arkadi Timofejewitsch Awertschenko, Isaak Emmanuilowitsch Babel, Henri Barbusse, Johannes R. Becher, Karel Čapek, Wolfgang Cordan, Ilja Ehrenburg, Albert Einstein, Konstantin Alexandrowitsch Fedin, Lion Feuchtwanger, Anatole France, Maxim Gorki, Oskar Maria Graf, Martin Gumpert, Georg Hermann, Max Hodann, Bruno Jasienski, Oskar Jellinek, Erich Kästner, Alfred Kerr, Egon Erwin Kisch, Alfred Kurella, Andreas Latzko, Thomas Mann, Walter Mehring, Konrad Merz, Martin Andersen Nexø, Max Ophüls, Ernst Ottwalt, Theodor Plievier, Ludwig Renn, Romain Rolland, Anatol Rosenfeld, Ignazio Silone, Upton Sinclair, Ernst Toller, Kurt Tucholsky, Iwan Sergejewitsch Turgenew, Erich Weinert und Arnold Zweig.
1939 legte Kohn eine niederländische Übersetzung des Dreigroschenromans von Brecht auf, allerdings im Rahmen des Labels Hollandsche Uitgeversmaatschappij als Nr. 51 und Nr. 52 der Reihe Het Nederlandsche Boekengilde.
Während und nach dem Überfall auf die Niederlande durch die deutsche Wehrmacht im Jahr 1940 fielen eine große Anzahl der für den Buchvertrieb wesentlichen Literaturagenten aus. Kohn vernichtete sämtliche Archivbestände seines Verlags, um seine Autoren und Mitarbeiter so gut wie möglich vor einer NS-Verfolgung zu schützen.
Im Jahr 1942 wurde er bei einer Razzia festgenommen und aufgrund seines Status als Ehepartner in einer so bezeichneten Mischehe zur Arbeit in einem an den deutschen Fliegerhorst Havelte angegliederten Arbeitslager in der Provinz Drenthe verpflichtet, wo er beim Bau einer kleinen Eisenbahnstrecke eingesetzt war. Aus diesem Arbeitslager wurde er dank des Attests eines Hilversumer Arztes entlassen. Er ging in die Illegalität, tauchte in seinem eigenen Haus unter und kam auf diese Weise trotz einiger gefährlicher Situationen unbeschadet durch den Zweiten Weltkrieg und die deutsche Besatzungszeit. Während dieser Phase agierte er als Berater für illegale Buchausgaben, beispielsweise für den Verlag De Bezige Bij.
Nach Kriegsende arbeitete er zunächst für den Buchimporteur und -Distributor van Ditmar, dessen Verlagsabteilung Kohn begründete. Seine Kontakte nach Deutschland reaktivierte er und war 1949 bei der ersten Frankfurter Buchmesse der Nachkriegszeit dabei.
Im Jahr 1951 gründete er das Internationaal Literatuur Bureau (= Internationales Literaturbüro) in Amsterdam. Dazu griff er auf sein literarisches Netzwerk zurück, darunter auf deutsche Schriftsteller wie Bertolt Brecht und Thomas Mann sowie den Verleger Peter Suhrkamp, mit dem er einen thematischen Anknüpfungspunkt hatte – die frühere Zugehörigkeit zur Freien Schulgemeinde in Wickersdorf. Suhrkamp war dort 1920/21 der Deutschlehrer von Heinz Kohn gewesen. Mit Hilfe dieses Netzwerks brachte er nach dem Krieg den Niederländern die deutsche Literatur wieder nahe – Kohn vermittelte ab den 1950er Jahren einen Großteil der deutschen Literatur in die Niederlande. Im Jahr 1962 vermittelte Kohn die Rechte für die Übersetzung und Aufführung von Brechts Der gute Mensch von Sezuan in friesischer Sprache. Selbst zwischen west- und ostdeutschen Verlagen bemühte er sich um Vermittlung, so erreichte er beispielsweise 1969 die Veröffentlichung einer Lizenzausgabe von Elias Canettis Die Blendung (Carl Hanser Verlag) beim DDR-Verlag Volk und Welt. Niederländischen Autoren erleichterte er den Zugang zum deutschen Literaturbetrieb. Darüber hinaus vertrat er jedoch auch anderssprachige Literatur, z. B. schwedische von Astrid Lindgren.
Hein Kohn verstarb im Alter von 72 Jahren. Ein Teil seines Nachlasses wird im Deutschen Exilarchiv aufbewahrt, darunter seine Korrespondenz mit David Luschnat.
Vorher war das Internationaal Literatuur Bureau durch seinen Sohn Menno übernommen worden. Heute wird es von Heins Enkelin Linda geleitet.

## Veröffentlichungen (Auszug)
- als Hrsg.: Erich Arendt, Johannes R. Becher, Emil Ginkel, Oskar Maria Graf, Erich Kästner, Alfred Kerr, Walter Mehring, Max Ophüls, Ernst Toller, Kurt Tucholsky, Erich Weinert, Erhard Winzer, Martien Beversluis, Melle (Illustr.): Brandende woorden uit Duitschland, Boekenvrienden Solidariteit, Hilversum 1934. OCLC 718821743
- als Hrsg.: Max Hodann, A. Börger, Willem van Schaik (Illustr.): De strijd om de sexueele moraal, Boekenvrienden Solidariteit, Hilversum 1934. OCLC 65566473
- als Hrsg.: Wilde Loten. Bloemlezing uit geschraptwerk van K. Čapek, Ilja Ehrenburg, Albert Einstein, Emil Ginkel, Maxim Gorki, A. Habaru, Bruno Jasienski, I. H. Leopold, A. Rosenfeld, Upton Sinclair, Kurt Tucholsky, I. J. Vondel, Micuel Zamacois, Boekenvrienden Solidariteit, Hilversum 1934. OCLC 72577803
- als Hrsg.: Freek van Leeuwen, Henriette Roland Holst, Melle (Illustr.): Door het donker, Boekenvrienden Solidariteit, Hilversum 1934. OCLC 64761431
- als Hrsg.: Ignazio Silone, J. van der Woude, Nico Rost: Simplicio Letizia, Boekenvrienden Solidariteit, Hilversum 1934. OCLC 122431494
- als Hrsg.: G. van Baalen, Gerard den Brabander, Melle (Illustr.): Ruwe diamant eerste bloemlezing uit het werk onzer jongste schrijversgeneratie in Nederland, Boekenvrienden Solidariteit, Hilversum 1934. OCLC 723773773
- als Hrsg.: Ernst Ottwalt, Erich Weinert, Otto Erdmann, Theodor Plievier, George Grosz (Illustr.): Mei 1934 internationale feestbundel, Boekenvrienden Solidariteit, Hilversum 1934. OCLC 72582957
- als Hrsg.: Wolfgang Cordan, T. J. van der Waal: De wijzen van Zion, Boekenvrienden Solidariteit, Hilversum 1934. OCLC 942903662
- als Hrsg.: Martin Andersen Nexø, N. Nelson, Melle (Illustr.): De verworpenen der aarde proletarische verhalen, Boekenvrienden Solidariteit, Hilversum 1934. OCLC 724080501
- als Hrsg.: Erich Kästner, Andreas Latzko, Ludwig Renn, Ernst Toller, Willem van Schaik (Illustr.), Frans Masereel (Illustr.): 1914! Twintig jaar. Anti-oorlogsgedenkboek
- als Hrsg.: Martien Beversluis, Melle (Illustr.): Negerliederen, Boekenvrienden Solidariteit, Hilversum 1934. OCLC 723999302
- als Hrsg.: Theodor Plievier, H. Ligteringe, N. Beversluis, Fritz Winkler, Frans Masereel (Illustr.): Koka en andere zeemans-verhalen, Boekenvrienden Solidariteit, Hilversum 1934. OCLC 902237453
- als Hrsg.: Goud en andere vertellingen, Boekenvrienden Solidariteit, Hilversum 1935. OCLC 723813324
- als Hrsg.: Klaas Smelik, Fritz Winkler, Jan Conté: Jongens van alle stranden, Boekenvrienden Solidariteit, Hilversum 1935. OCLC 723797000
- als Hrsg.: Emile Verhaeren, Martien Beversluis, Willem van Schaik (Illustr.): Gedichten, Boekenvrienden Solidariteit, Hilversum 1935. OCLC 723810560
- als Hrsg.: Alfred Kurella, Romain Rolland, Andries de Rosa, Arnold Zweig, Wybo Meyer: Henri Barbusse. Over zijn leven en zijn werk, Boekenvrienden Solidariteit, Hilversum 1935. OCLC 65921420
- als Hrsg.: Ernst Toller, Käthe Kollwitz, Joan Timmer, Otto Rudolf Schatz, Margot Vos: In de boeien, Boekenvrienden Solidariteit, Hilversum 1935. OCLC 781435563
- als Hrsg.: Egon Erwin Kisch, Nico Rost (Illustr.): Menschen in kwik, kwik in menschen en andere reportages, Boekenvrienden Solidariteit, Hilversum 1935. OCLC 150274321
- als Hrsg.: Arkadi Timofejewitsch Awertschenko, Arthur van Dijke: 10 schrijvers uit het nieuwe Rusland, Boekenvrienden Solidariteit, Hilversum 1935. OCLC 64180741
- als Hrsg.: Martien Beversluis, Melle (Illustr.): De ruitentikker, Boekenvrienden Solidariteit, Hilversum 1935. OCLC 719059719
- als Hrsg.: Oskar Jellinek, Arthur van Dijke: Moeder van negen zonen, Boekenvrienden Solidariteit, Hilversum 1935. OCLC 699003800
- als Hrsg.: Maxim Gorki, Nico Rost, J. H. van Es: Landlopers, Boekenvrienden Solidariteit, Hilversum 1935. OCLC 69364066
- als Hrsg.: Joan Timmer: Thjazi. Een verhaal van dezen tijd, Boekenvrienden Solidariteit, Hilversum 1935. OCLC 64181018
- als Hrsg.: Lion Feuchtwanger, Wilhelm Loeb: De leelijke Hertogin, Boekenvrienden Solidariteit, Hilversum 1936. OCLC 723911824
- als Hrsg.: Pierre Hubermont (Joseph Jumeau), Lode Roelandt (Pseud. v. J. H. van Droogenbroeck): Dertien man in de mijn, Boekenvrienden Solidariteit, Hilversum 1936. OCLC 69354100
- als Hrsg.: Iwan S. Turgenew, J. C. van Wageningen: Een overtollig mensch, Boekenvrienden Solidariteit, Hilversum 1936. OCLC 723807215
- als Hrsg.: Anatole France: Het eiland der pinguins, Boekenvrienden Solidariteit, Hilversum 1936. OCLC 69101924
- als Hrsg. mit Martin Andersen Nexø, Adolf Blitz und Bas van Deilen: Onder de wijde hemel. Het Nederlandsche Boekengilde, Hilversum 1937. OCLC 931833531
- als Hrsg. mit Andreas Latzko (Verf.) und Alice van Nahuys (Übers.): Zeven dagen. Het Nederlandsche Boekengilde, Hilversum 1937. OCLC 723713425
- als Hrsg. mit Albert Hahn jun. und Willem van Iependaal: Kluivenduikers doedeldans. Het Nederlandsche Boekengilde, Hilversum 1937. OCLC 220690899
- als Hrsg. mit Nico Rost und Sascha Davideit: Het wijde land. 16 novellen uit de moderne russische letteren vertaald door Nico Rost. Het Nederlandsche Boekengilde, Hilversum 1938. OCLC 69328851
- Exilausgaben im Elsevier Verlag. Über vier deutschsprachige Ausgaben von 1937 und 1938. In: Hans Würzner: Zur deutschen Exilliteratur in den Niederlanden, 1933–1940 (= Amsterdamer Beiträge zur neueren Germanistik, Bd. 6.). Rodopi, Amsterdam 1977. OCLC 4126700
- Brieven van Internationaal Literatuur Bureau Hilversum geschreven door Heinz Kohn (1907-1979) en Menno Kohn aan Em. Querido's Uitgeverij, Amsterdam, Band 2, 1954.
- als Hrsg. mit Herbert Reinoss: Holland. Herbig, München 1974, ISBN 9783776606812.
- mit Rosel Kohn: Mutter – Ein Buch des Dankes [Anthologie]. Bertelsmann Lesering 1961. OCLC 73505030
- mit Richard Haas und Egon Erwin Kisch: Der rasende Reporter Klass. Reportagen. Gütersloh Bertelsmann Lesering 1962. OCLC 73498348
- Aus dem Leben eines literarischen Agenten. In: Begegnung, 8. Folge (1972), S. 47–50. OCLC 758619578
- als Hrsg. mit Werner Schartel: Friedrich Alexan: Mit uns die Sintflut. Fibel der Zeit. Fischer Taschenbuch Verlag, Frankfurt am Main 1987. ISBN 359625129X.
- als Hrsg. mit Werner Schartel: Alfred Kerr: Die Diktatur des Hausknechts und Melodien. Fischer Taschenbuch Verlag, Frankfurt am Main 1983. ISBN 3596251842.
- als Hrsg. mit Werner Schartel: Konrad Merz: Ein Mensch fällt aus Deutschland. Anhang: Aus dem Tagebuch eines Berliner Studenten. Mit einem Nachwort von Ingeborg Drewitz. Fischer Taschenbuch Verlag, Frankfurt am Main 1984. ISBN 3596251729.
- als Hrsg. mit Werner Schartel: Leonhard Frank. Von drei Millionen drei. Roman. Fischer Taschenbuch Verlag, Frankfurt am Main 1987. ISBN 3596251877.
- als Hrsg. mit Egon Erwin Kisch und Werner Schartel: Geschichten aus sieben Ghettos. Vorwort von Günter Wallraff. Konkret-Literatur-Verlag, Hamburg 1980, ISBN 3922144055.
- als Hrsg. mit Werner Schartel: Alfred Kantorowicz: Spanisches Kriegstagebuch. Konkret Literatur Verlag, Hamburg 1979. ISBN 3596251753.
- als Hrsg. mit Werner Schartel, später Ulrich Walberer: Bibliothek der verbrannten Bücher. Fischer Taschenbuch Verlag, Frankfurt am Main 1981. OCLC 72888269

## Interviews
- R. Boltendal: Politicus zonder partij. In: Friese Koerier, 9. Juni 1962.
- Walter Zadek: Interview mit dem Literaturagenten Hein Kohn. Anfänge, Emigration, Nazizeit in Holland und Aufbau der Literary Agency. Frankfurt am Main, Audioaufzeichnung vom 17. Oktober 1971.